# Вім Гоф
Вім Хоф (нід. Wim Hof; нар. 20 квітня 1959, Сіттард, провінція Лімбург, Нідерланди) — відомий як «крижана людина» (англ. The Iceman), голландський екстремальний атлет та мотиваційний спікер, який став відомим на весь світ завдяки своїм світовим рекордам та здатності переносити вкрай низькі температури. За словами Хофа, його вміння не є унікальним і кожен, потренувавшись, може досягти подібних результатів.

## Життєпис
Перший досвід Хофа з холодом датується 17-річним віком, коли він відчув раптове бажання стрибнути у крижану воду каналу Беатрікспарку в Амстердамі. Перше відповідне наукове дослідження розпочалося у 2011 році в Університеті Радбуда. 19 квітня 2011 року результати цього дослідження були показані на голландському національному телебаченні.

## Рекорди
Деякі рекорди Віма Хофа:
- Пробув 1 годину 53 хвилини в прозорій трубі, наповненій холодною водою з льодом[8].
- Піднявся на висоту 7400 метрів гори Еверест у віці 48 років, вдягнутий лише в шорти й чоботи та без кисневих балонів[9]. До висоти 6700 метрів був у сандалях. На висоті 7400 метрів мусив припинити сходження через травму, яку отримав раніше під час напівмарафону босоніж в шортах за Північним полярним колом.
- Проплив 57,5 метрів під кригою замерзлого арктичного фінського озера.
- Пробіг босоніж напівмарафон та марафон за Північним полярним колом.
- Пробіг марафон у 40-градусну спеку в пустелі Наміб без води.[10] За словами Хофа, перед марафоном випив декілька філіжанок кави, а закінчення марафону відсвяткував пивом. Протягом марафону в пустелі він втратив 6 кг маси тіла.
- Більше 5 разів підіймався на гору Кіліманджаро вдягнутим лише в шорти.[11]
- Піднявся на французький Монблан, одягнутим у шорти.
- Зміг нейтралізувати бактеріальні ендотоксини, введені йому в кров, завдяки диханню та медитації. Пізніше успішно повторив цей науковий експеримент з 12 добровольцями.[12]

Вім Хоф продовжує тренування задля самовдосконалення і досягнення нових рекордів.

## Методика Віма Хофа

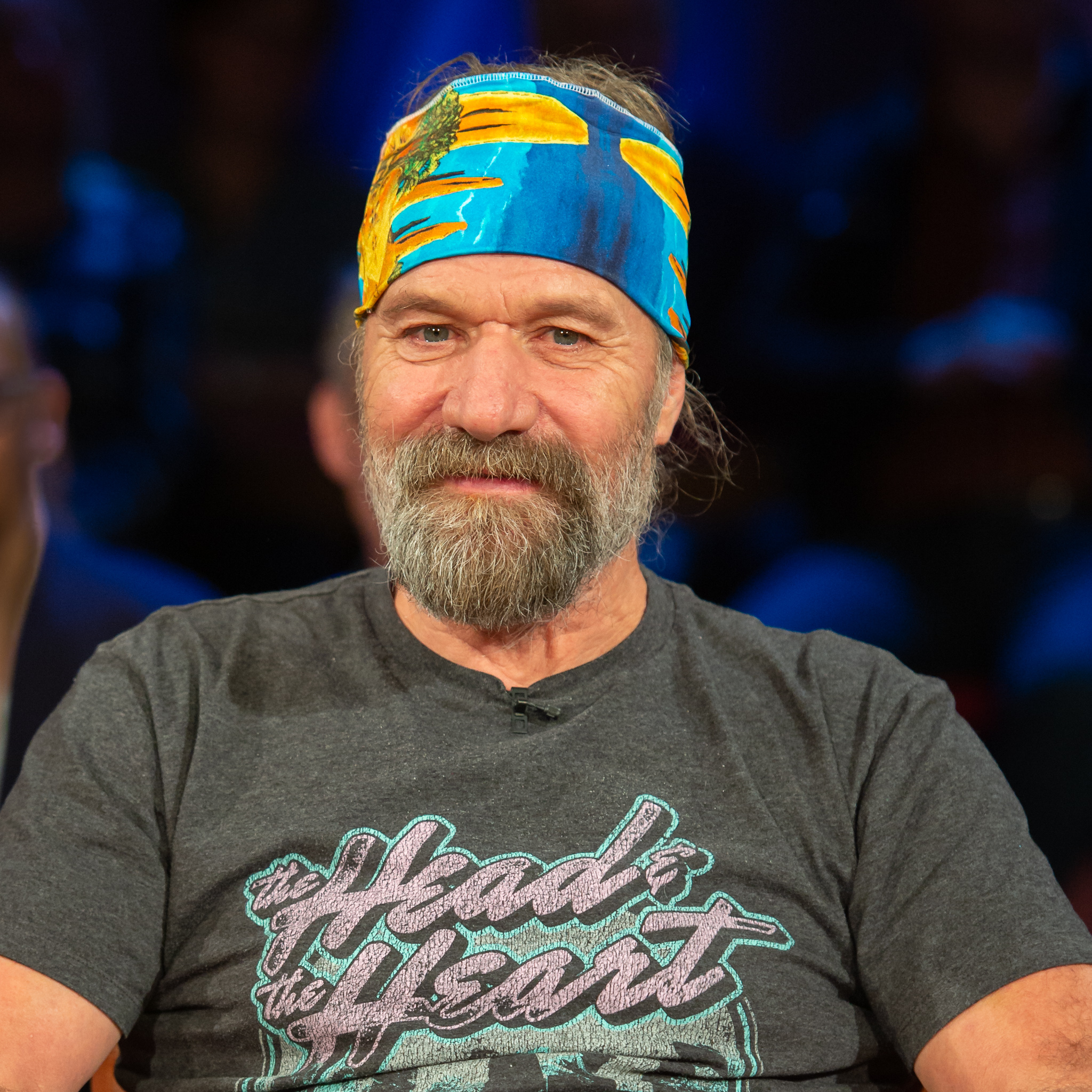
Вім Хоф

Методика Віма Хофа базується на трьох навичках — дихальні вправи, холодова терапія та медитація (активне розслаблення).
За його системою та під його наставництвом тренуються відомі спортсмени, такі як Новак Джокович, Алістар Оверім, Андре Шюррле та публічні діячі, такі як Джордан Пітерсон та інші.

## Персональне життя
Проживає в Голландії, має будинок в горах Польщі, де проводить тренінги з послідовниками, з якими в шортах підіймається на вершину гори в сильний мороз.
Має 6 дітей: четверо від першої жінки, сина від його дівчини (2003) та сина від нової дівчини (2017).

## Бібліографія

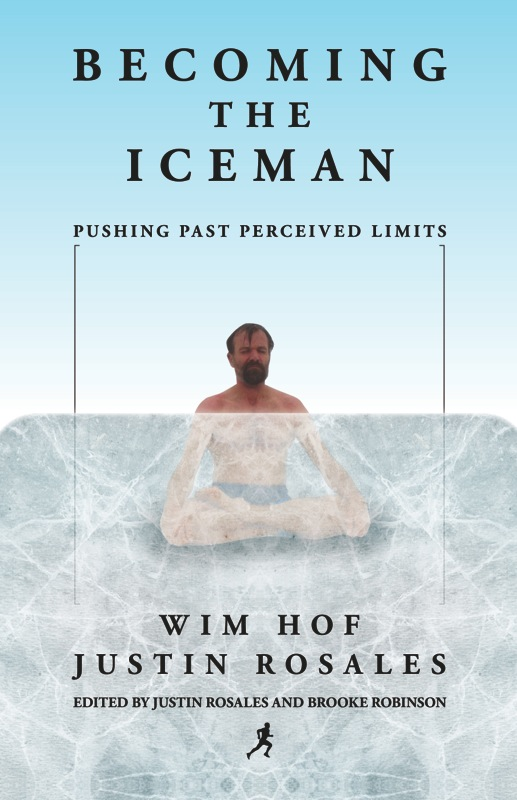
Обкладинка книги Віма Хофа "Becoming the Iceman"

## Див.також
- Гормезис
- Кріотерапія
- Моржування
- Льодова ванна
- Дихальні вправи
- Медитація

## Додаткова література
- Kox Matthijs; van Eijk Lucas T.; Zwaag Jelle; van den Wildenberg Joanne; Sweep Fred C. G. J.; van der Hoeven Johannes G.; Pickkers Peter (2014). Voluntary activation of the sympathetic nervous system and attenuation of the innate immune response in humans. Proceedings of the National Academy of Sciences 111 (20). doi:10.1073/pnas.1322174111.
- Krentzman Oliver J (2021). The Cognitive, Psychological, and Physical Effects of Wim Hof's Breathing Method: An Exploratory Study (англ.). doi:10.13140/RG.2.2.12026.62403.